# Achille Zo
Ne doit pas être confondu avec son fils, Henri-Achille Zo.
Pour les articles homonymes, voir Zo.
Jean-Baptiste Achille Zo, dit Achille Zo, né à Saint-Esprit, près de Bayonne, le 30 juillet 1826, et mort à Bordeaux le 2 mars 1901, est un peintre français.
Il est le père du peintre et graveur Henri-Achille Zo.

## Biographie
Né dans un milieu modeste originaire du Pays basque, de Bernard Zo, peintre vitrier, et de Marthile, née Changart, le jeune Achille Zo, devenu orphelin, décide, en 1842, de devenir peintre : il part alors pour Bordeaux où il se fait embaucher comme apprenti décorateur à l'atelier du théâtre de la ville. En 1847, il entreprend le voyage pour Paris et devient l'élève de Thomas Couture durant une année.
Jusqu'en 1860, il réside entre Bordeaux, où il continue son travail de décorateur, et Bayonne, puis de là, voyage en Espagne, et fait halte dans les musées de Madrid où il s'exerce à copier les grands maîtres, puis pousse au sud, vers l'Andalousie. Il retourne à Paris et son premier tableau remarqué, Aventuriers jouant aux dés, est exposé au Salon de 1855.
Il vit à Paris jusqu'au siège de la ville en 1871 qui le décide à retourner dans sa région natale. Entre-temps, il est régulièrement exposé au Salon où il obtient la mention honorable en 1861 pour Gitanos du Monte-Sagrado de Grenade. En 1862, la ville de Bayonne lui remet une médaille d'honneur pour ses Bohémiens en voyage qu'elle acquiert. En 1863, l'Aveugle de Tolède est acheté par l’État.
Il est nommé directeur de l'École de Dessin de Bayonne (1871-1888), qu'il réorganise, puis il fonde, en 1873, le musée municipal de peinture dont il devient le conservateur. Il est ensuite nommé directeur de l'école des beaux-arts de Bordeaux à partir de 1889, dont il finira directeur honoraire à partir de 1899. En 1886, il est nommé chevalier de la Légion d'honneur.
Il épouse en 1874 la veuve de son frère Charles, Zénia Darié, dont il eut deux enfants devenus peintres : Henri-Achille et Marie-Blanche (plus tard épouse Laroque).
Très productif, il s'est spécialisé dans les peintures à thèmes, d'abord liés à sa région natale, le Pays basque, et surtout à l'Espagne (corridas, scènes d'Espagne en particulier en Andalousie), puis d'inspiration orientaliste (femmes d'Afrique du Nord).
Il est représenté au musée d'Orsay, à Paris, au musée des beaux-arts de Libourne, au musée des beaux-arts de Carcassonne (La Porte de Tolède) et surtout au musée Bonnat-Helleu de Bayonne, puisqu'il était très lié à Léon Bonnat, avec lequel il forma  toute une génération de peintres régionaux élèves de l'École de dessin de Bayonne puis de l'École des Beaux-Arts de Paris , « l'école de Bayonne », dont son propre fils Henri-Achille Zo (qui signe ses œuvres Henri Zo).
Il meurt des suites d'un accident de la circulation place Sainte-Croix à Bordeaux, le 2 mars 1901.

## Galerie

Œuvres d'Achille Zo
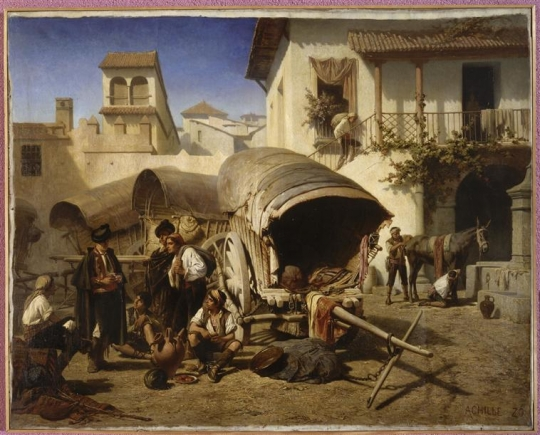
Posada San Rafael à Cordoue (1861), Bayonne, musée Bonnat-Helleu.
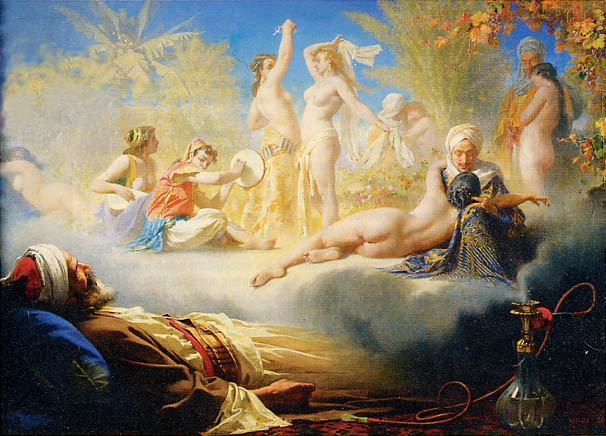
Le Rêve d'un croyant (vers 1870), Bayonne, musée Bonnat-Helleu[7].
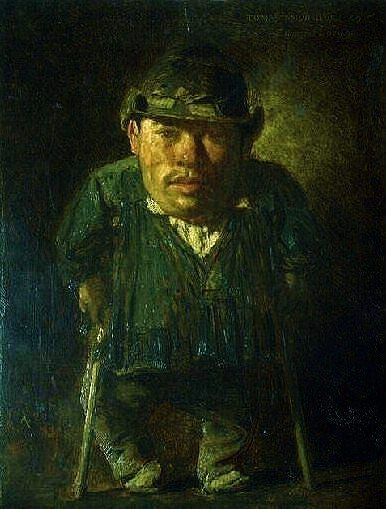
Le Nain Tomas Montoto, musée des beaux-arts de Bordeaux.